# Незабудочник низький
Незабудочник низький (Eritrichium nanum) — вид квіткових рослин родини шорстколистих (Boraginaceae).

## Біоморфологічна характеристика
Це багаторічна рослина 2–10 см заввишки, вся вкрита довгими шовковистими волосками, утворює щільні дернинки. Крім квітучих стебел від кореня відходять укорочені й густо залистнені безплідні пагони. Листки дрібні, видовжено-ланцетні, 0.5–1 см завдовжки, нижні в щільних розетках. Квітки досить великі, зібрані в короткі залистнені китиці з нечисленними квітками. Чашечка дуже волосиста, майже повністю 5-роздільна. Віночок блакитний, колесоподібний, 5–8 мм у діаметрі, з трубкою, що рівна чашечці, в зіві з жовтими зводками. Горішки голі, дугоподібно зігнуті. Плоди довжиною ≈ 2 мм, з крилатими і зубчастими краями. 2n=44, 46.

## Поширення
Європа від французьких Альп до українських Карпат.
В Україні вид зростає у тріщинах скель високогірного поясу — в Українських Карпатах.